# 斯坦基夫
49°11′59″N 23°51′22″E / 49.19972°N 23.85611°E

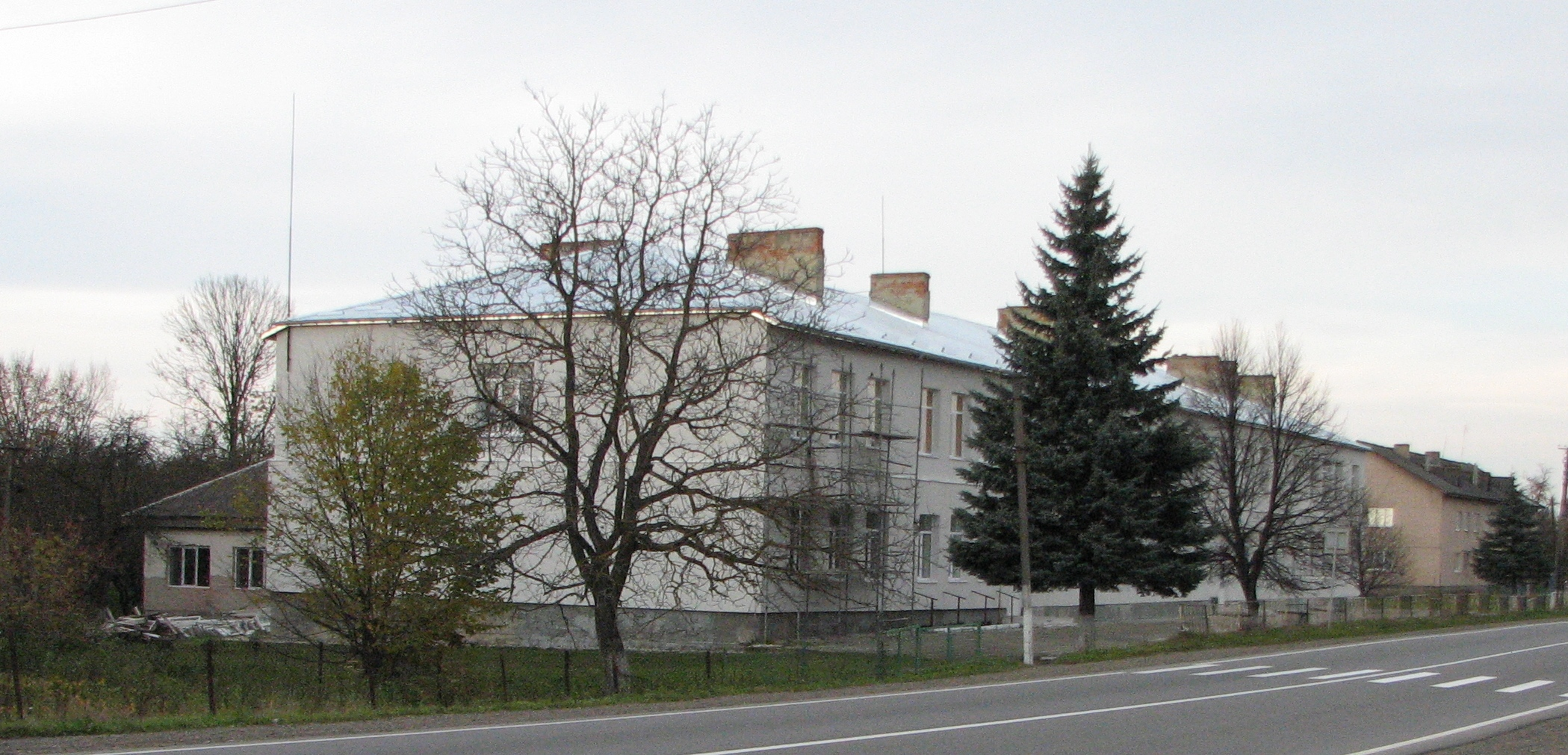
中学

斯坦基夫（烏克蘭語：Станків），是烏克蘭的村庄，位於該國西部利沃夫州，由斯特雷區莫爾申市鎮負責管轄，始建於1458年，面積19.37平方公里，海拔高度331米，2024年人口1,145，人口密度每平方公里63.35人。